# 岡村柿紅
岡村 柿紅（おかむら しこう、1881年（明治14年）9月14日 - 1925年（大正14年）5月6日）は日本の劇作家・劇評家。狂言をもとにした歌舞伎舞踊の作品「身替座禅」「棒しばり」等は今日でもよく上演される。1915年以降、市村座の運営に関わった。

## 生涯
本名久寿治。高知市北奉公人町に生まれ、5歳のとき、両親と叔母に従い東京へ移った。叔母『加藤はま』は、初代竹本綾之助らと女義太夫を盛んにした『竹本東玉』である。
中学卒業後独逸学協会に在籍したものの、叔母の感化で芸能界に親しみ、1901年から1909年まで中央新聞に勤め、次に二六新報に転じて劇評を書いた。1908年の有楽座開場時には、顧問を引き受けた。
1910年（明治43年）（29歳）、読売新聞に転じた。市村座の六代目尾上菊五郎・初代中村吉右衛門・七代目坂東三津五郎のために、舞踊劇『身替座禅』を書いた。翌年4月、創刊の『演芸倶楽部』の編集主任として博文館に移った。
そこをやめ原稿生活に入った翌年の1915年（大正4年）5月、市村座の座主田村成義に乞われて、顧問になり、『棒しばり』以降の台本を書いた。さらに田村の没後、嗣子寿二郎が市村座を株式会社組織にした1920年3月、同社の専務になった。
並行して、玄文社が1916年春に創刊した『新演芸』誌の主筆を、1918年9月からは、同誌が始めた『芝居合評会』の司会者を務めた。
1924年（大正13年）7月に田村寿二郎が没し、自然、市村座の代表者になった。市村座は関東大震災に焼亡し、再建し、負債を背負っていた。
既に1921年秋から、合評会への病欠が始まっていて、寿二郎没後の1924年秋には入院治療し、転地療養もしたが、病が募り、腸も損ない、自宅で亡くなった。
墓は鶴見の總持寺にある。
故人は市村座の経営に関わって劇作の滞ったことを悔いていたと、久保田万太郎が書いている。
作品には、狂言の舞踊劇化や古典の翻案などが多い。次項記載のほか、『閻魔王』・『笹本家』・『秋色桜』・『よしや男丹前姿』・『伊達尽忠録』・『花見座頭』・『こんくわい』などを書いた。

## 初演の記録（抄）
- 『身替座禅』、六代目岸沢古式部・五代目杵屋巳太郎曲、六代目菊五郎・七代目三津五郎・初代吉右衛門、市村座（1910年3月）
- 『椀久末松山』、六代目菊五郎、八代目尾上芙雀、市村座（1912年1月）
- 『幻椀久』、五代目清元延寿太夫曲、藤間寿枝ほか、新橋演舞場（1914年）（映画）
- 『棒しばり』、五代目杵屋巳太郎曲、六代目菊五郎・七代目三津五郎・初代吉右衛門、市村座（1916年1月）
- 『太刀盗人』、五代目杵屋巳太郎曲、六代目菊五郎・七代目三津五郎・六代目坂東彦三郎・四代目市川男女蔵、市村座（1917年7月）
- 『芋掘長者』、七代目三津五郎ら、市村座（1918年）
- 『傾城三度笠』、六代目菊五郎・初代吉右衛門、市村座（1920年9月）
- 『茶壺』、七代目三津五郎、市村座（1921年）
- 『悪太郎』、四代目杵屋佐吉曲、二代目花柳寿輔振付、二代目市川猿之助、市村座（1924年6月）